# Manon Bakker
Manon Bakker (Nunspeet, 15 luglio 1999) è una ciclocrossista e ciclista su strada olandese che corre per i team Crelan-Corendon (cross) e Fenix-Deceuninck Development (strada). Attiva in formazioni UCI dal 2018, ha vinto la prova di Coppa del mondo di ciclocross 2023-2024 in Val di Sole.

## Palmarès

### Cross
- 2016-2017

GP Luzern Pfaffnau (Pfaffnau)
Campionati olandesi, Under-23
- 2021-2022

Jingle Cross, 6ª prova USCX Cyclocross Series (Iowa City)
- 2022-2023

Cyclo-cross de Karrantza, 5ª prova Coppa di Spagna (Valle de Carranza)
Grand Prix Garage Collé (Pétange)
- 2023-2024

Internationale Cyclocross Heerderstrand (Heerde)
Ciclocross Val di Sole, 7ª prova  Coppa del mondo (Val di Sole)

## Piazzamenti

### Competizioni mondiali
- Campionati del mondo di ciclocross

Bieles 2017 - Under-23: 5ª
Valkenburg 2018 - Under-23: 12ª
Dübendorf 2020 - Under-23: 5ª
Ostenda 2021 - Under-23: 7ª
Fayetteville 2022 - Elite: 6ª
Hoogerheide 2023 - Elite: 17ª
Tábor 2024 - Elite: 13ª

### Competizioni europee
- Campionati europei di ciclocross

Huijbergen 2015 - Under-23: 20ª
Pontchâteau 2016 - Under-23: 10ª
Tábor 2017 - Under-23: 15ª
Rosmalen 2018 - Under-23: 11ª
Silvelle 2019 - Under-23: 5ª
Rosmalen 2020 - Under-23: 3ª
Drenthe-Col du VAM 2021 - Elite: 17ª
Pontchâteau 2023 - Elite: 13ª